# 森小路駅

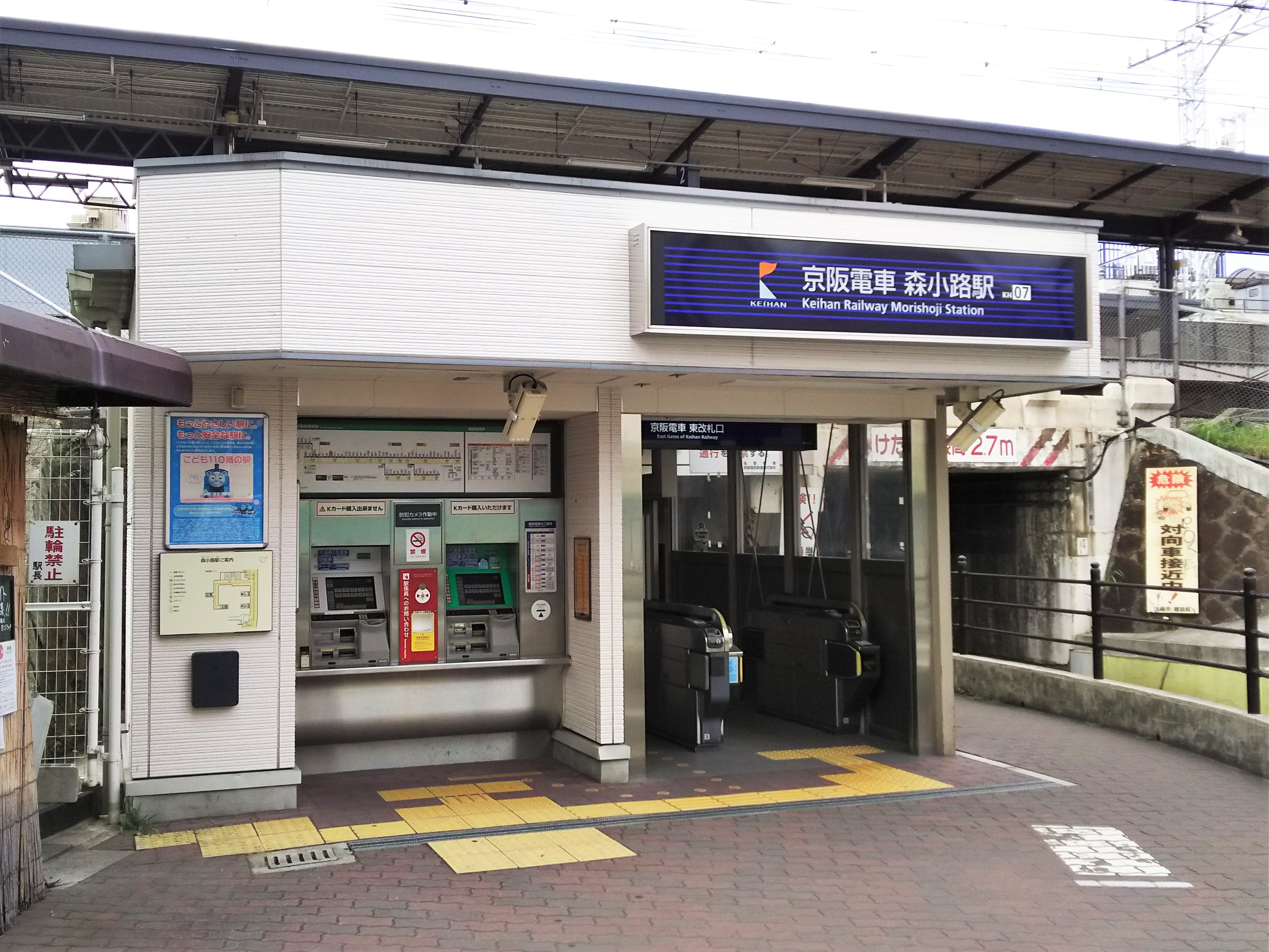
東口（2016年8月）

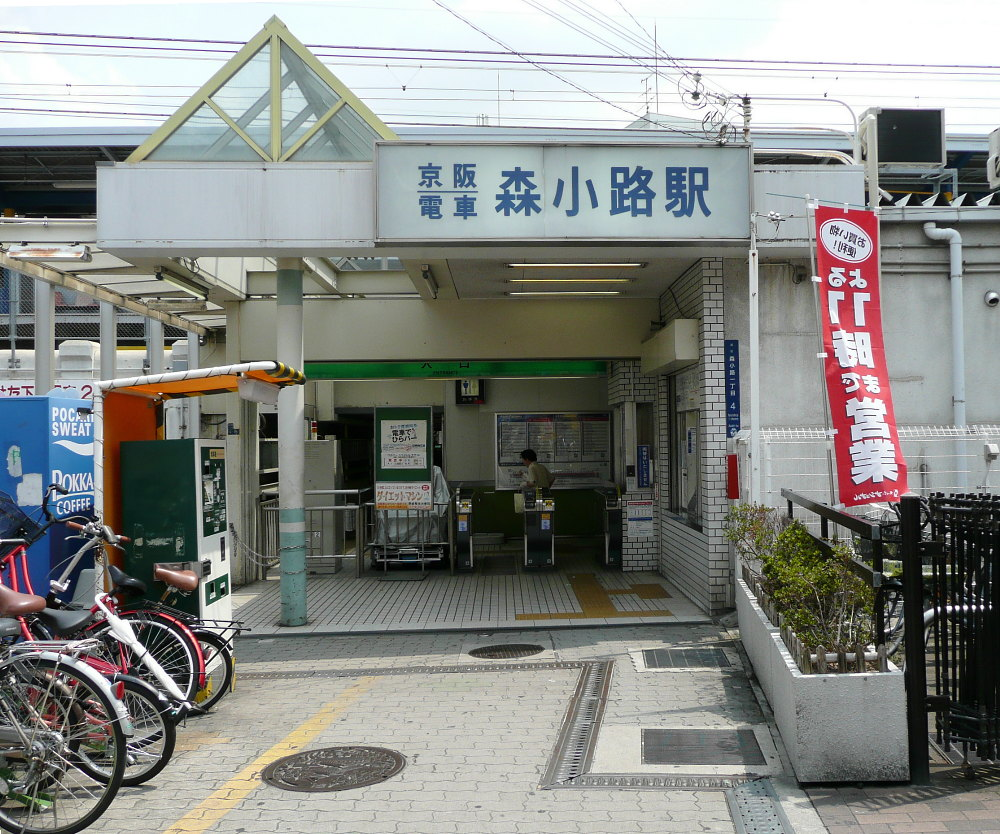
西口（2007年9月）

森小路駅（もりしょうじえき）は、大阪府大阪市旭区森小路一丁目にある、京阪電気鉄道京阪本線の駅。駅番号はKH07。
森小路事件（もりしょうじじけん）は、森小路駅のホームの端で起きたトラブル

## 歴史
「森小路」は江戸時代からある地名で、かつては付近一帯に樹木がうっそうと茂り、その中に小路が続いていたことから言われる。また駅から南東400 mの新森には森小路遺跡がある。昭和6年に発見された弥生期から古墳時代までの集落跡で、その範囲は新森中央公園を中心に半径500 - 600 mにわたる。
京阪本線の開業当時、すでに森小路と名の付く駅は設置されていた。ただし1931年（昭和6年）の線路の移設とその後の改称により、必ずしも連続しないため、現在の駅についての歴史を記す（千林駅の項目を参照）。したがって、京阪梅田線の最初の計画で分岐駅となっていた「森小路駅」とは、当駅のことではなく現在の千林駅（当時の森小路駅）のことである。
ながらく京阪本線の大阪市内の駅で唯一、車イス対応エレベーター・エスカレーターがなく、バリアフリー対策のされていない駅であったが、2009年（平成21年）4月に2011年の3月下旬竣工予定でホームと改札階を結ぶエレベーターの新設や階段・改札の移設・多目的トイレの設置などのバリアフリー工事が行われることが発表された。なお現在の改札口は撤去され通路は拡張及び改修され使用を継続する。しかし工事完成は遅れ2011年（平成23年）5月30日にエレベーター・多目的トイレの使用が開始された。その後も通路拡幅の工事などが続けられ、ようやく竣工した。

### 年表
- 1931年（昭和6年）10月14日：京阪本線の蒲生（現在の京橋） - 守口（現在の守口市）間の専用軌道化と同時に新森小路駅として開業。
- 1933年（昭和8年）12月29日：複々線化。
- 1942年（昭和17年）4月1日：新森小路から森小路駅に改名。
- 1943年（昭和18年）10月1日：会社合併により京阪神急行電鉄（現・阪急電鉄）の駅となる。
- 1944年（昭和19年）2月5日：区間急行の停車を開始[3]。
- 1949年（昭和24年）12月1日：会社分離により京阪電気鉄道の駅となる。
- 1988年（昭和63年）3月下旬：改札口・コンコース改装[4]。
- 1992年（平成4年）3月：8連化に対応するためのホーム延伸工事が完成[5]。
- 1995年（平成7年）7月1日：淀屋橋行きホームの待合室冷房化。
- 2009年（平成21年）
  - 7月：エレベーター設置工事に付随して、トイレを京都行きホーム上へ移設。
  - 12月：ホームに異常通報装置を設置[6]。
- 2011年（平成23年）5月30日：エレベーター・多目的トイレ使用開始[7]。

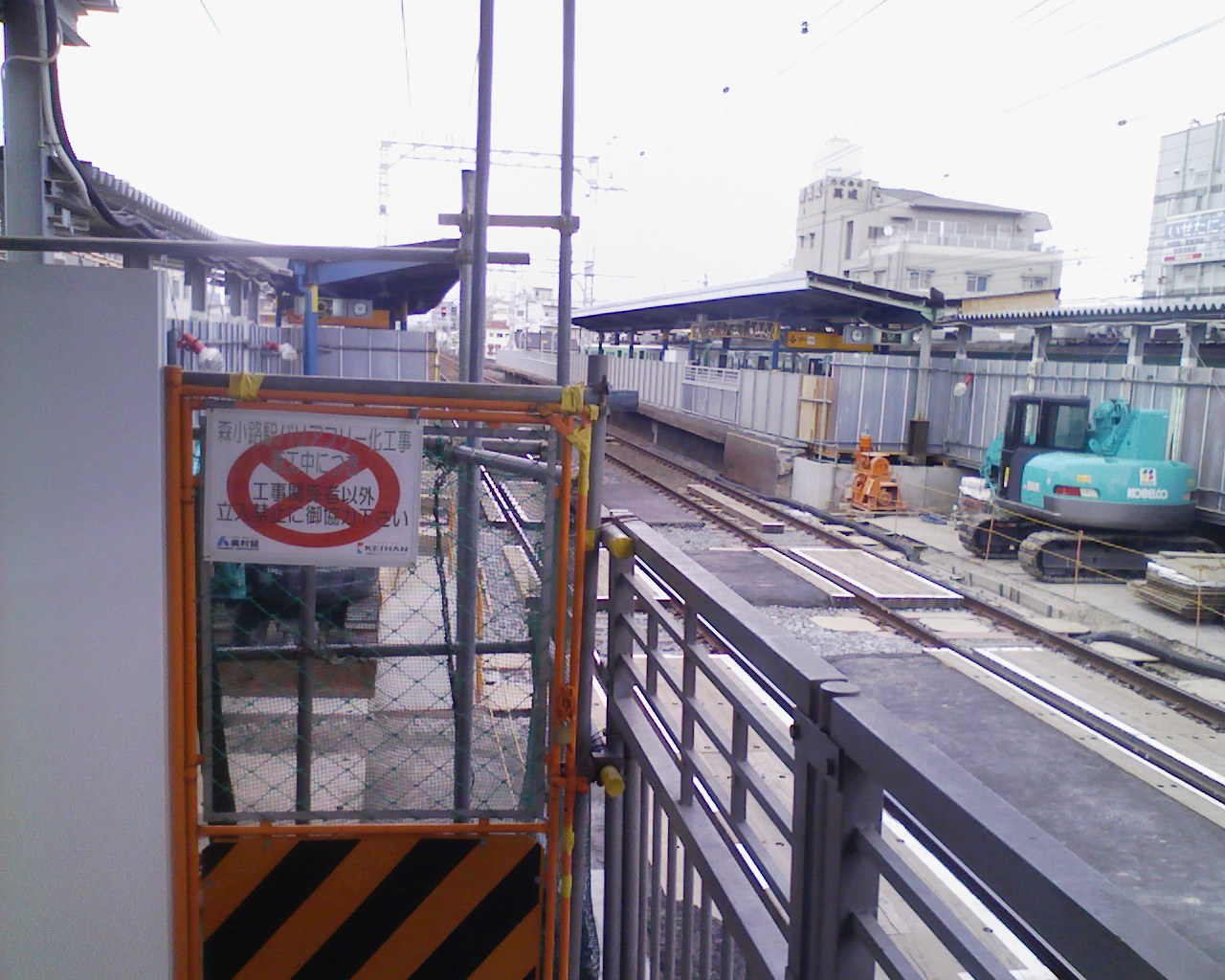
エレベータ設置工事（2010年3月、京都行ホームにて撮影）

## 駅構造
無人駅である。また、改札内にはトイレがある。
島式2面4線の構成だが、内側の2線は通過線（A線）となっているため、柵で仕切られており、外側2線（B線）のみで乗降を扱う。高架駅であり、ホームは2階で、改札口は1階の東西1ヶ所ずつ設けられていて階段かエレベーターで移動することになる。1階改札内には男女別のトイレとオストメイト・車椅子対応してベビーベッドなどを備えた多目的トイレが設置されている。

### のりば
| 番線 | 路線      | 方向 | 行先                 |
| ---- | --------- | ---- | -------------------- |
| 1    | ■京阪本線 | 上り | 三条・出町柳方面     |
| 2    | ■京阪本線 | 下り | 淀屋橋・中之島線方面 |

- 両ホームとも有効長は8両。2008年3月に番線表示が付与された。

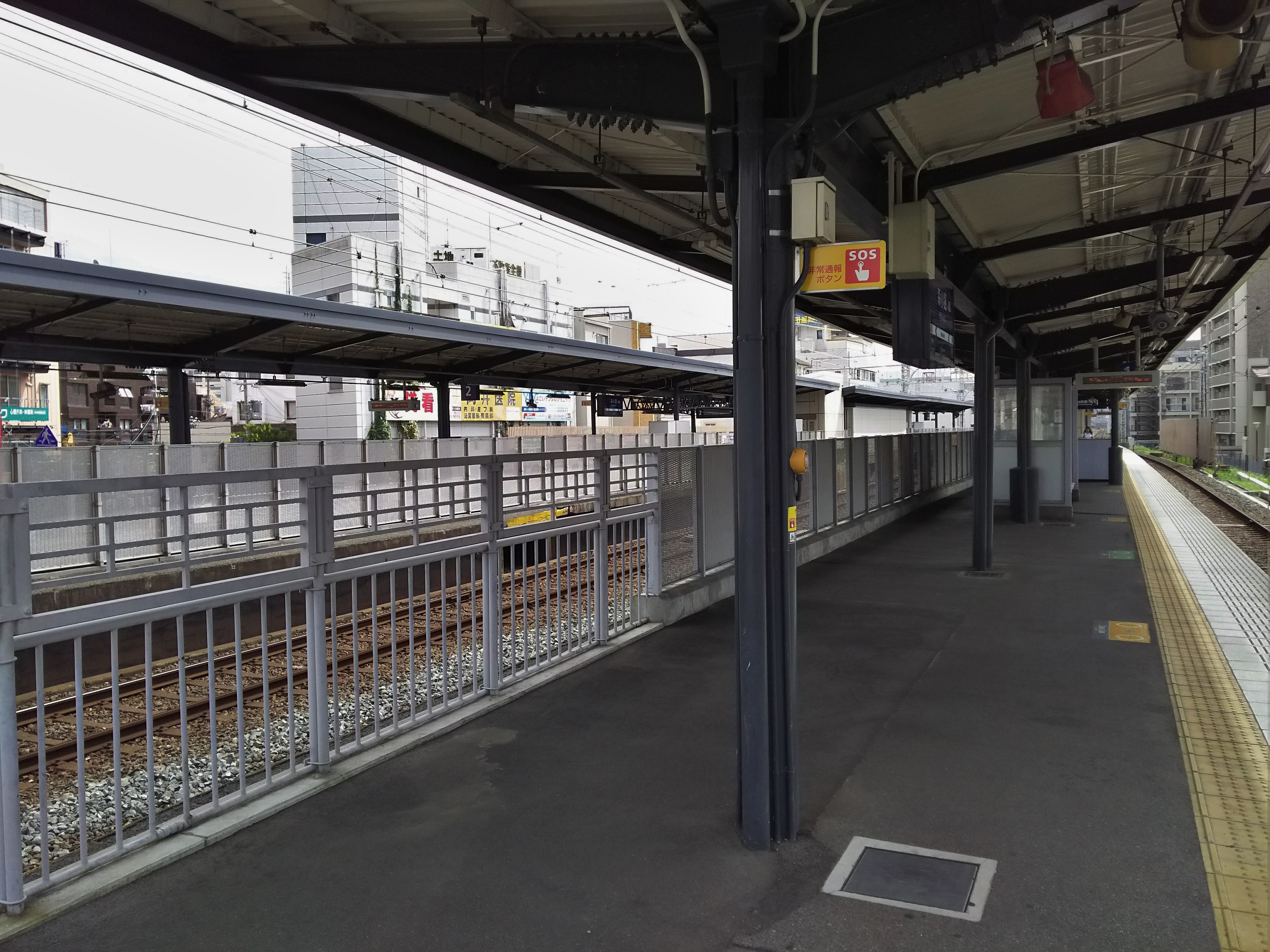
ホーム（2016年8月）

## 利用状況
2023年（令和5年）度の1日当たりの利用者数は6,977人である。
近年の1日乗車・乗降人員数は下表の通り。
| 年度   | 特定日   | 特定日   | 1日平均 乗車人員 | 出典   |
| 年度   | 乗降人員 | 乗車人員 | 1日平均 乗車人員 | 出典   |
| ------ | -------- | -------- | ---------------- | ------ |
| 1995年 | 17,520   | 8,770    | 10,475           | [ 10 ] |
| 1996年 | -        | -        | 9,349            |        |
| 1997年 | -        | -        | 8,733            |        |
| 1998年 | 15,843   | 8,021    | 8,396            | [ 11 ] |
| 1999年 | -        | -        | 8,464            |        |
| 2000年 | 14,626   | 7,318    | 8,263            | [ 12 ] |
| 2001年 | -        | -        | 7,655            |        |
| 2002年 | 14,205   | 7,111    | 7,454            | [ 13 ] |
| 2003年 | 14,237   | 7,169    | 7,438            | [ 14 ] |
| 2004年 | 13,586   | 6,783    | 7,265            | [ 15 ] |
| 2005年 | 13,552   | 6,825    | 7,248            | [ 16 ] |
| 2006年 | 13,765   | 6,877    | 6,870            | [ 17 ] |
| 2007年 | 12,469   | 6,299    | 7,111            | [ 18 ] |
| 2008年 | 12,190   | 6,145    | 6,473            | [ 19 ] |
| 2009年 | 11,619   | 5,814    | 6,313            | [ 20 ] |
| 2010年 | 11,254   | 5,660    | 5,997            | [ 21 ] |
| 2011年 | 11,051   | 5,506    | 5,763            | [ 22 ] |
| 2012年 | 10,782   | 5,415    | 5,686            | [ 23 ] |
| 2013年 | 10,628   | 5,318    | 5,712            | [ 24 ] |
| 2014年 | 10,392   | 5,206    | 5,655            | [ 25 ] |
| 2015年 | 10,434   | 5,197    | 5,519            | [ 26 ] |
| 2016年 | 10,182   | 5,100    | 5,544            | [ 27 ] |
| 2017年 | 10,318   | 5,178    | 5,629            | [ 28 ] |
| 2018年 | 9,943    | 4,967    | 5,528            | [ 29 ] |
| 2019年 | 10,035   | 5,065    | 5,323            | [ 30 ] |
| 2020年 | 8,604    | 4,337    | 3,802            | [ 31 ] |
| 2021年 | 8,172    | 4,121    | 4,334            | [ 32 ] |
| 2022年 | 8,364    | 4,219    | 4,657            | [ 33 ] |
| 2023年 | 8,304    | 4,136    | 4,750            | [ 34 ] |

## 駅周辺
- 旭新森郵便局

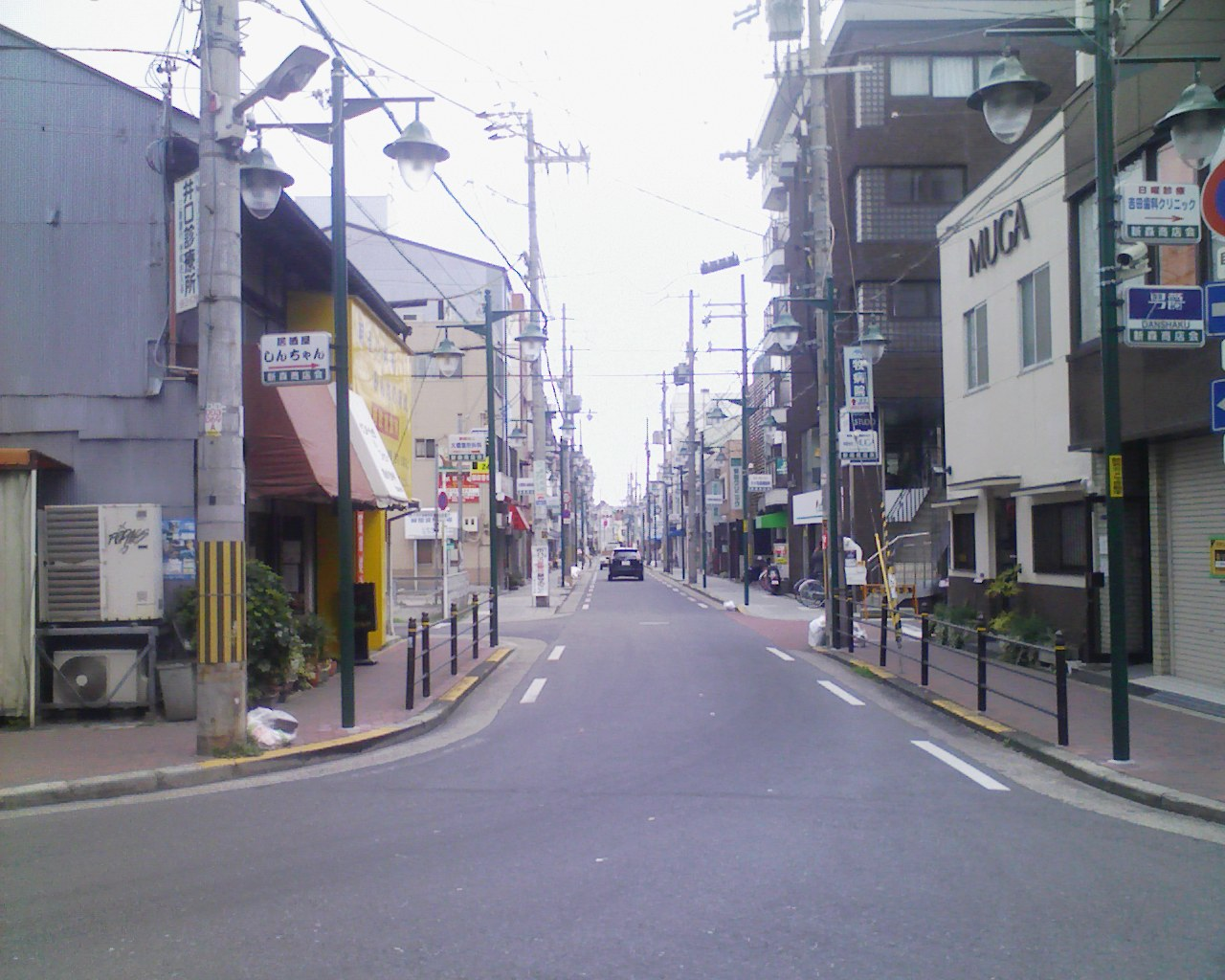
森小路駅方面から見た新森商店街（2010年3月）

- スーパーナショナル森小路店（以前はミリオン座という映画館で、森小路劇場の名で寄席だった時期もある）
- 新森商店街
- 新森公園
- 新森幼稚園
- 森小路商店街

## 隣の駅
京阪電気鉄道
京阪本線
■快速特急「洛楽」・□ライナー・■特急・■通勤快急・■快速急行・■急行・■通勤準急・■準急・■区間急行
通過
■普通
関目駅 (KH06) - 森小路駅 (KH07) - 千林駅 (KH08)
- 括弧内は駅番号を示す。